# Demokratiska partiet Aq Zjol
Demokratiska partiet Aq Zjol (kazakiska Ақ жол Демократиялық Партиясы), eller bara Aq Zjol är ett liberalt parti i Kazakstan. Partiet har ett rykte som "affärspartiet". Dess grundläggande värderingar är bland annat ett självständigt och demokratiskt Kazakstan.

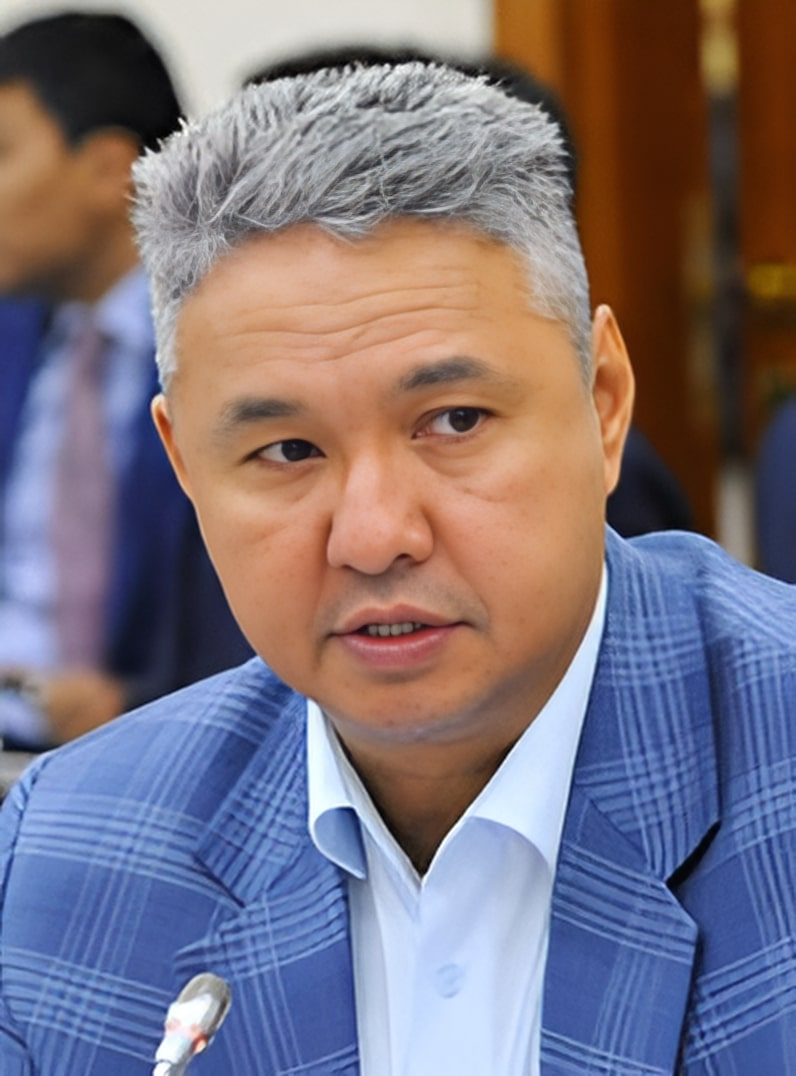
Azat Peruasjev 2016.

Partiet grundades den 3 april 2002.